# Rodrigues Palma
Manoel Antônio Rodrigues Palma (Cuiabá, 21 de agosto de 1943) é um político brasileiro. Foi prefeito de Cuiabá entre 1975 e 1979 e deputado estadual e federal. 

## Biografia
Foi prefeito de Cuiabá entre 1975 e 1979 e deputado estadual entre 1983 e 1987. Exerceu mandato de deputado federal constituinte em 1988. Atuou na Comissão da Família, Educação, Cultura e Esportes, da Ciência, Tecnologia e Comunicação; na Comissão de Sistematização; e na Subcomissão da Ciência e Tecnologia e da Comunicação. 
Foi reeleito para a Câmara dos Deputados em 1990 e em 1994, exercendo o mandato de deputado federal por três legislaturas consecutivas, sempre membro da Comissão de Constituição e Justiça. 
Filiado ao Partido Trabalhista Brasileiro (PTB), foi secretário-geral do partido entre 1988 e 1991, como presidente nacional do partido e líder do PTB na Câmara em 1993, como vice-presidente do diretório nacional do PTB em 1994 e como secretário-geral do partido e vice-líder do Governo na Câmara em 1996.
Rodrigues Palma também ocupou o cargo de secretário nacional de Apoio Rural e Cooperativismo do Ministério da Agricultura, Pecuária e Abastecimento em 2000, e a função de secretário-adjunto de Desenvolvimento Rural em 2010, durante a gestão de Blairo Maggi à frente do governo do Mato Grosso.
Em 2010, foi eleito como segundo suplente na chapa vitoriosa de Blairo Maggi para o Senado, a qual conquistou mais de um milhão de votos. No dia 2 de maio de 2018, assumiu o cargo pela chapa, após Blairo Maggi ser afastado do mandato por ter assumido o Ministério da Agricultura e Cidinho Santos, primeiro suplente, pedir licença do mandato. Nesse mesmo dia, Rodrigues Palma foi denunciado pela Procuradoria Geral da República por corrupção ativa.  Desde 6 de setembro, Cidinho Santos reassumiu a cadeira ao Senado, e, assim, Rodrigues Palma retorna à posição de suplente.

### Vida pessoal
É bacharel em Direito pela Universidade Federal do Mato Grosso (UFMT). É casado com Maria Alice Garcia Palma, pai de quatro filhos e avô de oito netos.[carece de fontes?]